# Troy DeVries
Troy Anthony DeVries (nacido el 25 de julio de 1982) es un jugador de baloncesto estadounidense. Mide 1,93 metros, y juega en la posición de alero en el Real Betis Energía Plus.

## Trayectoria deportiva
En la temporada 05-06 dio el salto al continente europeo a través de la Bundesliga alemana, que disputó con el Karlsruhe. Tras un fugaz paso por la liga australiana, en la 08-09 desembarcó en España para enrolarse en el Lleida, de la LEB Oro, con el que promedió 14.6 puntos. Similares números firmó la siguiente en el Sant Josep Girona, lo que hizo que, tras recalar en Australia y Venezuela, volviera a España en la 11-12 con el Melilla.
La carrera de DeVries ha transcurrido principalmente en distintos clubes de España, país al que llegó en 2008 para formar parte de la disciplina del Plus Pujol Lleida de la liga LEB Oro. En esta categoría, la segunda en importancia del básquet español, también militó en clubes como el CB Sant Josep o el Club Melilla Baloncesto. En total disputó 61 partidos con una media de más de 14 puntos en dicha categoría.
Sus buenos dígitos le valieron para fichar en marzo de 2012 por el Unicaja, equipo con el que disputó el tramo final de la ACB, acreditando una media de 11.6 puntos por partido. En la 12-13 jugó en el ICL Manresa, también con unos notables 15.4 puntos por encuentro. Después de pasar por Turquía y Portugal, es la temporada 2016-17 milita en Los Angeles D-Fenders de la D-League.
En abril de 2017, el Real Betis Energía Plus llega un acuerdo con el jugador para reforzar el equipo en el tramo final de la fase regular de la Liga Endesa. El escolta estadounidense, de 34 años posee una amplia experiencia en el baloncesto español, tanto en LEB Oro como en la ACB y tras una larga carrera por distintas ligas del mundo.

## Clubes
- BG Karlsruhe (2005-2006)
- West Sydney Razorbacks (2007-2008)
- Sumykhimprom Sumy (2007-2008)
- Plus Pujol Lleida (2008-2009)
- CB Sant Josep (2009-2010)
- Adelaide 36ers (2010-2011)
- Trotamundos de Carabobo (2010-2011)
- Club Melilla Baloncesto (2011-2012)
- Unicaja Málaga (2012)
- Assignia Manresa (2012-2013)
- Selçuk Universitesi (2013-2014)
- Torku Konyaspor (2014-2015)
- FC Porto (2016)
- Los Angeles D-Fenders (2016-2017)
- Real Betis Energía Plus (2017-)